# لاولاک (نوادا)
لاولاک، نوادا (انگلیسی: Lovelock, Nevada) در نوادای ایالات متحده آمریکا واقع است.